# Paraclius planitarsis
Paraclius planitarsis är en tvåvingeart som beskrevs av Zhang, Yang och Kazuhiro Masunaga 2004. Paraclius planitarsis ingår i släktet Paraclius och familjen styltflugor. Inga underarter finns listade i Catalogue of Life.